# Garcinia cambogia
Garcinia cambogia és una planta procedent de l'Índia especialment valorada per ser molt rica en un element poc freqüent entre les espècies vegetals presentant interessants activitats terapèutiques. Arbre originari de l'Índia conegut popularment en castellà com a tamarindo malabar (també es coneix amb altres noms com ara baia de Brindle, baia del brindall, garcinia, citrin, gambooge, gorikapuli, uppagi, cola del garcinia, arbre de l'oli del mangosteen…). Pertany a la família de les Clusiaceae dins la classe Magnoliopsida (Angiospermes). El nom de Garcinia és en honor de Laurent Garcín (1683-1751), botànic francès que va treballar a l'Índia.

## Ecologia i hàbitat
El gènere Garcinia compta amb 200 espècies tropicals d'Àsia, sud d'Àfrica i Polinèsia, unes 20 de les quals es troben a l'Índia. Creix preferentment en zones boscoses com les de Western Ghats, al sud de l'Índia i pot créixer fins als 6.000 peus d'altura, madurant durant l'estació de calor, encara que els seus fruits ho fan en l'estació plujosa (entre juny i octubre al sud de l'Índia).

## Morfologia
És un arbre de boscos perennes que es caracteritza per tenir la brancada arrodonida i branques com caigudes, inclinades. Té la tija llenyosa i una escorça d'un color gris fosc. Sol fer entre uns 10 o 12 metres d'alçada. Les seves fulles són compostes i d'un color verd fosc. A més tenen una brillantor característica i són llises, de textura coriàcia, sense pèl (glabre). Se situen de dues en dues a cada nus, de manera oposada, inserint-se a la tija amb pecíol, i acaben en forma aguda o acuminada. La nervadura lateral es pot observar en les dues cares.
Pel que fa a les flors són terminals o axil·lars, solitàries o en capítols de poques o moltes flors i polígames. Calze amb 2-4(-5) sèpals, sovint imbricats i corol·la amb 2-4(-6) pètals de color entre taronja i vermell, decussats o imbricats, sovint de diferent mida. Les flors masculines (uns 2 cm de diàmetre) tenen nombrosos estams lliures, fasciculats o units en una massa central. Les flors femenines o hermafrodites, en canvi, tenen d'entre 8 a nombrosos estams. A més, el pecíol que sustenta les flors femenines sol ser uns centímetres més llarg. L'ovari té de 2 a 12 lòculs, amb 1 òvul per lòcul i d'estil curt o absent.
El fruit és una baia de color groguenc amb aparença com globosa que es caracteritza per tenir forma aguda a l'àpex. Sol fer uns 5-9 cm de diàmetre i conté entre 1 i 13 llavors immerses a la polpa (de color groc també).

## Farmacologia
La part utilitzada de la planta és l'escorça del fruit que conté diferents principis actius com l'àcid hidroxicítric i antocianòsids. Del látex de l'arbre s'ha aïllat cambogín i camboginol. També es van trobar en aquesta espècie una barreja de compostos fenòlics que inclouen biflavonoides, xantones i benzofenones (garcinol, isogarcinol, neocamboginol en els fruits) molt comuns entre els components d'aquest gènere. Del fruit fresc de Garcinia indica (espècie molt relacionada) s'han aïllat pigments antociánics (antocianidinas B1 i B2) que per hidròlisi generen cianidina, glucosa i xilosa. A l'escorça de l'arbust s'han aïllat tanins.

## Composició química
- Àcid hidroxicítric
- Antocianósids
- Tanins

### Usos medicinals
- L'àcid hidroxicítric reduïx la conversió de carbohidrats en greix, ajudant així a bloquejar l'acumulació de greix no desitjat en el cos. A més, accelera la crema de l'excés de greix en el fetge.
- Els antocianòsids tenen un efecte vasoprotector.
- Els tanins de l'escorça del fruit produeixen un efecte aperitiu- eupèptic, astringent, antisèptic i antibacterià.
- Indicada en hiperlipidèmia (excés de greix en la sang).
- Complement alimentós per a esportistes.
- Considerada eficaç, en medicina veterinària tradicional, per a malalties de la boca en el bestiar.

### Accions farmacològiques
Per inhibir l'acció de la ATP citrat liasa, l'àcid hidroxicítric impedeix parcialment la biosíntesi d'àcids grassos i reduïx la conversió de carbohidrats en greix. Contribueix a més a accelerar la crema de l'excés de greix en el fetge, augmentant la gluconeogènesi hepàtica, i redueix l'apetit per un efecte centrat en el fetge i no en el cervell com fan molts fàrmacs supressors de l'apetit.

### Ús homeopàtic
En homeopatia es coneix amb el nom de Gambogia i s'aprofita la resina extreta de l'arbre (goma gota). És utilitzada per al tractament de la diarrea.

### Altres usos
La gomorresina és emprada en el sistema de medicina tradicional hindú com emètic (provoca el vòmit) i catàrtic (laxant lleu). La capa de la llavor oleaginosa de la garcinia és font d'àcids grassos emprats en molts preparats medicinals.

## Alimentació
L'escorça dessecada és un condiment utilitzat en la cuina índia, ingredient del curri i també serveix per a conservar el peix.

## Història
Si bé la Garcinia cambogia no formava part de la medicina tradicional ayurvèdica, es creu que podria ser una de les 500 espècies vegetals descrites en el "Charaka Samhita" escrit abans de l'any 1000 aC, la qual era emprada pels camperols hindús com astringent i antisèptic (a partir de l'ocupació de l'escorça). Diverses espècies d'aquest gènere figuren en la Indian Matèria Medica per a el tractament de diverses malalties. En 1965 S.Lewis i S. Neelakantan van aïllar de l'escorça dels fruits el principal constituent actiu, denominant-lo àcid hidroxicítric.

## Comercialització i posologia
Se sol comercialitzar en forma de càpsules o en extracte líquid depenent del laboratori i es pren, amb un gran got d'aigua, entre trenta minuts i una hora abans del desdejuni, dinar i sopar. No es coneixen efectes secundaris a dosis normals.